# Museu Aleijadinho
O Museu Aleijadinho está localizado em Ouro Preto, no estado de Minas Gerais.
Funciona desde 1968 na Igreja Matriz de Nossa Senhora da Conceição de Antônio Dias a partir de iniciativa do padre Francisco Barroso Filho.
Possui cerca de 250 peças sacras, além de documentos gráficos. Entre as obras de Aleijadinho expostas no museu, estão leões de essa em madeira que serviam como suporte nas cerimônias solenes ; uma imagem de roca de São Francisco de Paula em pedra-sabão policromada, que "concentra todo o virtuosismo e as manifestações estilísticas do mestre"; e o Crucificado. O acervo também inclui vértebras e um metacarpo atribuídos a Aleijadinho
Em 27 de novembro de 2007 e durante a programação da 30ª Semana Aleijadinho, foi reaberto ampliado e com um projeto requalificado, proposto por Haron Cohen  e com curadoria do historiador português José de Monterroso Teixeira, ao incluir recursos multimídia, um consistório para exposições temporárias e salas temáticas e permanentes - Refulgência, Festas Religiosas, Arte na Talha, Mini-auditório, Sala Multivisão, Sala da Encenação da Morte, Igreja de São Francisco de Assis, Igreja de Nossa Senhora das Mercês e Perdões.